# Cody Simpson
Cody Robert Simpson (Gold Coast, Queensland, 11 januari 1997) is een Australische pop- en r&b-zanger en songwriter, die zichzelf begeleidt op gitaar. Simpson heeft een contract bij Atlantic Records. Zijn eerste liedje is One. Zijn eerste clip is het nummer iYiYi, een duet met Flo Rida. Dit nummer staat ook op zijn eerste album, 4U, dat in 2010 uitkwam. In de lente van 2011 is zijn tweede clip 'All Day' uitgekomen.
All Day kwam op 16 april 2011 binnen in de ultratop Singles op nummer 50. Ook op die dag werd All Day de MNM Big Hit van die week.

## Biografie
Cody Simpson, de zoon van Brad en Angie Simpson, heeft een jongere broer Tom en zus Alli. Hij is een zwemmer, die op verschillende kampioenschappen in de prijzen viel. Toen hij jonger was speelde hij op een speelgoedgitaar, tot zijn vader hem leerde spelen op een echte gitaar.
Simpson begon zijn muziekcarrière in zijn slaapkamer in de zomer van 2009 op YouTube, waar hij nummers "I'm Yours" van Jason Mraz, "Cry Me a River" and "Señorita" van Justin Timberlake, "I Want You Back" van the Jackson 5 en zijn eigen nummer zong en uploadde. Hij werd ontdekt op YouTube door Shawn Campbell, een producer die de platenverkoop van Jay-Z en anderen verzorgt. In 2010 tekende hij een contract bij Atlantic Records. Zijn eerste single Iyiyi kwam eind mei 2010 uit, maar brak buiten Australië en de VS nog niet veel potten.
Met zijn album 4U en zijn nieuwe single All Day bereikte hij ook een ruimer publiek, onder meer in Europa.
Op 23 april 2011 werd de nieuwe single "On My Mind" op YouTube geplaatst via een video waarin enkel de songtekst te zien is. Volgens Simpson werd hij door de steun van zijn fans geïnspireerd om deze song te schrijven. Intussen werd de videoclip, die op 16 mei in L.A. werd opgenomen, al meer dan 15 miljoen keer bekeken. Twee maanden na de uitgave van "On My Mind" nam hij een versie van het nummer op met YouTube-ster Tyler Ward.
Simpson deed in het voorjaar een tournee samen met Greyson Chance, een toen veertienjarige Amerikaanse zanger, songwriter en pianist, die eveneens ontdekt werd via YouTube, de Waiting 4U Tour door de Verenigde Staten. Later dat jaar deed hij de Coast to Coast Mall Tour.
In 2012 ging Simpson op tournee met Jessica Jarrell; de tournee heette Welcome to Paradise. Hij trad ook op tijdens de Believe Tour van Justin Bieber in 2012 en 2013. Ook maakte hij in 2013 een eigen tournee door Europa, de European Paradise Tour. In 2013 deed hij onder meer België en Nederland aan.
In juni 2014 zal Cody starten met zijn Europese tour waarbij hij ook in Nederland en België zal optreden.
Op 16 juli 2013 kwam zijn album Surfers Paradise uit. Twee jaar later, op 10 juli 2015, werd zijn nieuwe album Free uitgebracht.
Sinds 2019 had hij een relatie met actrice en zangeres Miley Cyrus, deze is na 10 maanden gestrand.

## Discografie

### Albums
| Album met eventuele hitnotering(en) in de Nederlandse Album Top 100 | Datum van verschijnen | Datum van binnenkomst | Hoogste positie | Aantal weken | Opmerkingen |
| ------------------------------------------------------------------- | --------------------- | --------------------- | --------------- | ------------ | ----------- |
| Surfers paradise                                                    | 2013                  | 20-07-2013            | 50              | 1            |             |

| Album met hitnotering(en) in de Vlaamse Ultratop 200 albums | Datum van verschijnen | Datum van binnenkomst | Hoogste positie | Aantal weken | Opmerkingen |
| ----------------------------------------------------------- | --------------------- | --------------------- | --------------- | ------------ | ----------- |
| 4U                                                          | 2010                  | -                     |                 |              | ep          |
| Coast to Coast                                              | 2011                  | -                     |                 |              | ep          |
| Angels & Gentlemen                                          | 2012                  | -                     |                 |              | Mixtape     |
| Paradise                                                    | 2012                  | 03-11-2012            | 40              | 12           |             |
| Surfers paradise                                            | 2013                  | 20-07-2013            | 57              | 1*           |             |

### Singles
| Single met hitnotering(en) in de Vlaamse Ultratop 50 | Datum van verschijnen | Datum van binnenkomst | Hoogste positie | Aantal weken | Opmerkingen  |
| ---------------------------------------------------- | --------------------- | --------------------- | --------------- | ------------ | ------------ |
| iyiyi                                                | 14-03-2009            | 12-03-2011            | tip33           | -            | met Flo Rida |
| All day                                              | 14-03-2011            | 16-04-2011            | 19              | 6            |              |
| Wish you were here                                   | 2012                  | 08-09-2012            | tip10           | -            | met Becky G  |
| Be the one                                           | 2013                  | 23-02-2013            | tip61*          |              |              |

### Albumtracks
| Album                              | Lied                         |
| ---------------------------------- | ---------------------------- |
| (niet op albums)                   |                              |
| "La Da Dee"                        |                              |
| "Awake All Night"                  |                              |
| "Love So Strong" (Zelf geschreven) |                              |
| "One"                              |                              |
| "Perfect"                          |                              |
| "Steal My Kisses"                  |                              |
| "Surfboard"                        |                              |
| "Summertime"                       |                              |
| "Love"                             |                              |
| "Second Chance"                    |                              |
| 4U                                 | "iYiYi" (featuring Flo Rida) |
| 4U                                 | "Round of Applause"          |
| 4U                                 | "All Day"                    |
| 4U                                 | "Don't Cry Your Heart Out"   |
| 4U                                 | "iYiYi (Acoustic)"           |
| Coast to Coast                     | "All Day"                    |
| Coast to Coast                     | "On My Mind"                 |
| Coast to Coast                     | "Not Just You"               |
| Coast to Coast                     | "Good As It Gets"            |
| Coast to Coast                     | "Crazy But True"             |
| Coast to Coast                     | "Angel"                      |

### Covers
| Lied                         | Oorspronkelijke artiest |
| ---------------------------- | ----------------------- |
| "I'm Yours"                  | Jason Mraz              |
| "Wanted Dead or Alive"       | Bon Jovi                |
| "Cry Me a River"             | Justin Timberlake       |
| "I Want You Back"            | Michael Jackson         |
| "Man Who Can't Be Moved"     | The Script              |
| "The Lazy Song"              | Bruno Mars              |
| "Marvin's Room"              | Drake                   |
| "What You Need"              | The Weeknd              |
| "Somewhere over the Rainbow" | Israel Kamakawiwo'ole   |

## Filmografie

### Film
- 2020: Smiley Face Killers, als Rob

### Televisie
| Jaar | Titel                              | Rol      | Opmerking                                                                              |
| ---- | ---------------------------------- | -------- | -------------------------------------------------------------------------------------- |
| 2011 | So Random!                         | Zichzelf | Muzikale gast: zanger "All Day"                                                        |
| 2011 | PrankStars                         | Zichzelf | Aflevering: "Walk the Prank", samen met presentatoren Mitchel Musso en Zendaya Coleman |
| 2011 | N.B.T (Next Big Thing)             | Zichzelf | Gast                                                                                   |
| 2011 | Bucket & Skinner's Epic Adventures | Zichzelf | Gast                                                                                   |
| 2011 | Extreme Makeover: Home Edition     | Zichzelf | Aflevering: "The Walker Family"                                                        |

## Prijzen en nominaties
| Jaar | Type                                           | Prijs                           | Resultaat   |
| ---- | ---------------------------------------------- | ------------------------------- | ----------- |
| 2010 | Nickelodeon Australian Kids Choice Awards 2010 | Fresh Aussie Musos              | gewonnen    |
| 2010 | Breakthrough Of The Year Awards 2010           | Breakthrough Internet Sensation | gewonnen    |
| 2010 | J-14 Teen Icon Awards 2010                     | Iconic Fan Favorite             | genomineerd |
| 2010 | J-14 Teen Icon Awards 2010                     | Icon of Tomorrow                | genomineerd |
| 2010 | Capricho Awards 2010                           | International Singer            | genomineerd |
| 2010 | Hollywood Teen TV Awards                       | "Teen Pick Music: Male Artist"  | genomineerd |
| 2011 | Nickelodeon Australian Kids Choice Awards 2011 | Super Fresh Award               | gewonnen    |
| 2011 | Nickelodeon Australian Kids Choice Awards 2011 | Aussie Musos                    | gewonnen    |
| 2011 | Nickelodeon Australian Kids Choice Awards 2011 | Awesome Aussie                  | gewonnen    |